# Ла-Шапель-Сент-Юрсен
Ла-Шапе́ль-Сент-Юрсе́н (фр. La Chapelle-Saint-Ursin) — коммуна во Франции, находится в регионе Центр. Департамент — Шер. Входит в состав кантона Сен-Дульшар. Округ коммуны — Бурж.
Код INSEE коммуны — 18050.
Коммуна расположена приблизительно в 200 км к югу от Парижа, в 100 км южнее Орлеана, в 6 км к юго-западу от Буржа.

## Население
Население коммуны на 2008 год составляло 3209 человек.
| 1962 | 1968 | 1975 | 1982 | 1990 | 1999 | 2008 |
| ---- | ---- | ---- | ---- | ---- | ---- | ---- |
| 859  | 1326 | 1953 | 2430 | 2890 | 3193 | 3209 |

## Экономика
Основу экономики составляют сельское хозяйство и лёгкая промышленность.
В 2007 году среди 2179 человек в трудоспособном возрасте (15-64 лет) 1567 были экономически активными, 612 — неактивными (показатель активности — 71,9 %, в 1999 году было 72,0 %). Из 1567 активных работали 1485 человек (774 мужчины и 711 женщин), безработных было 82 (29 мужчин и 53 женщины). Среди 612 неактивных 190 человек были учениками или студентами, 297 — пенсионерами, 125 были неактивными по другим причинам.

## Достопримечательности
- Церковь Сент-Юрсен (XII век)
- Две часовни (XV век)

## Фотогалерея

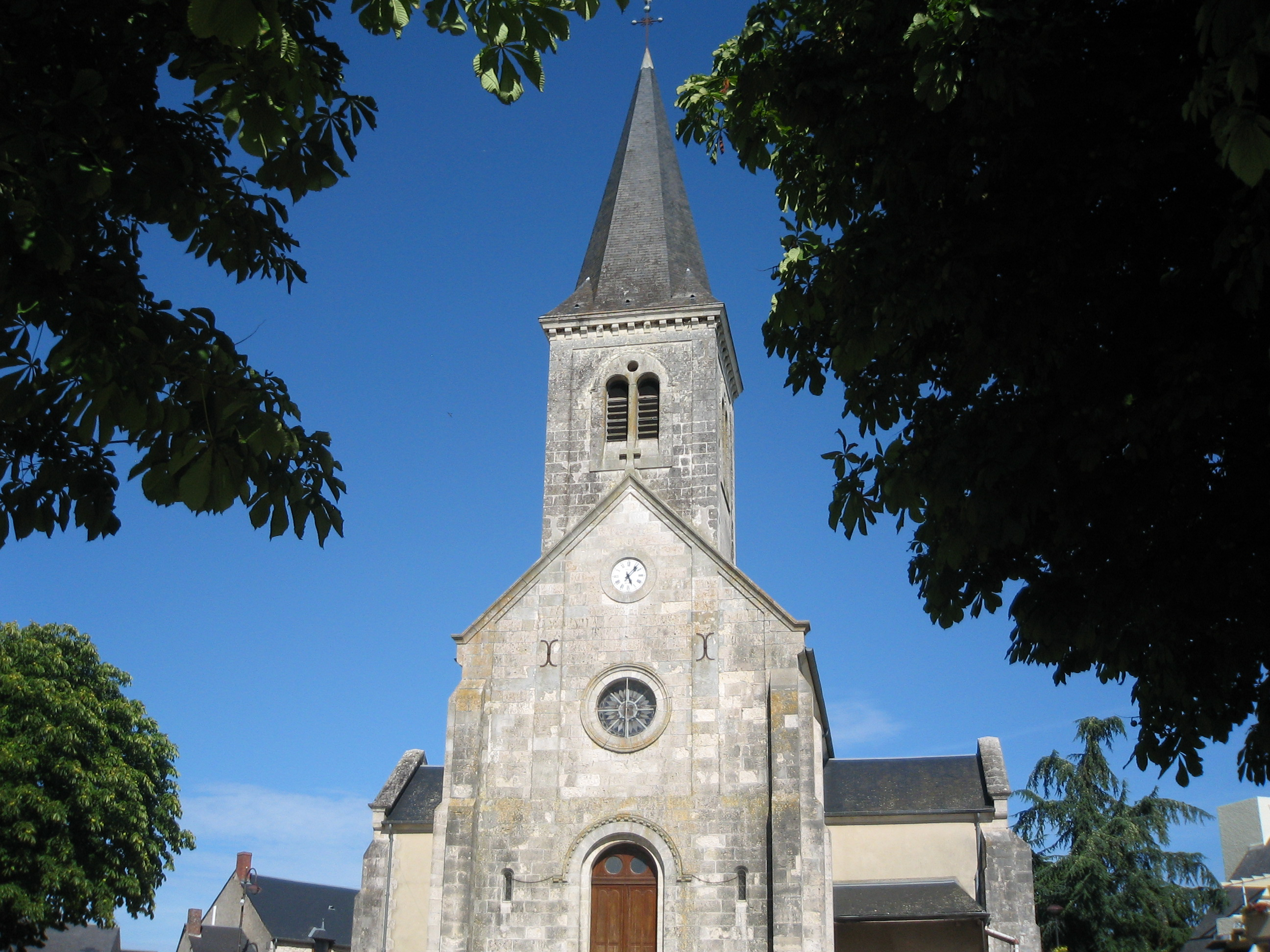
Церковь Сент-Юрсен
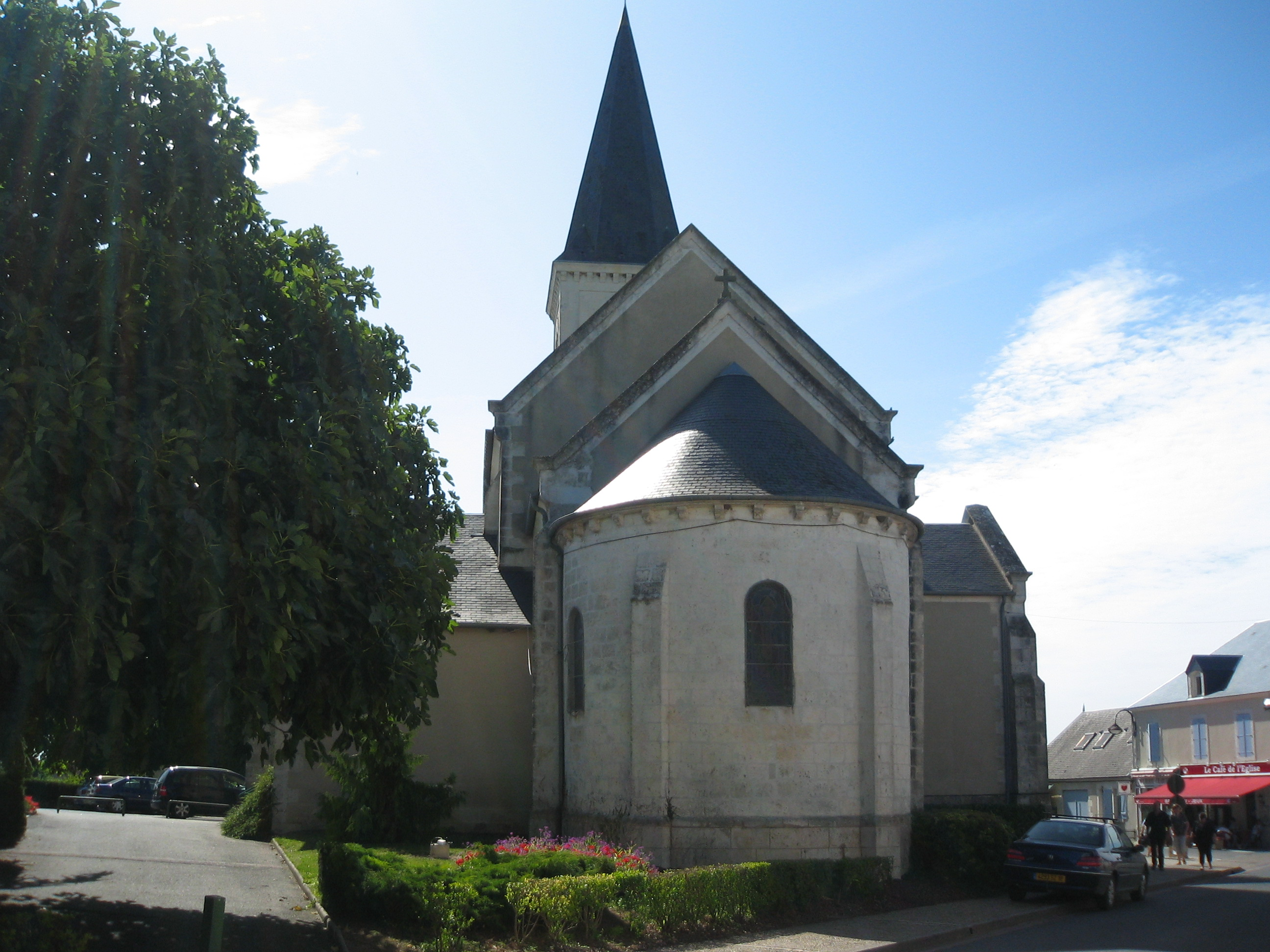
Церковь Сент-Юрсен
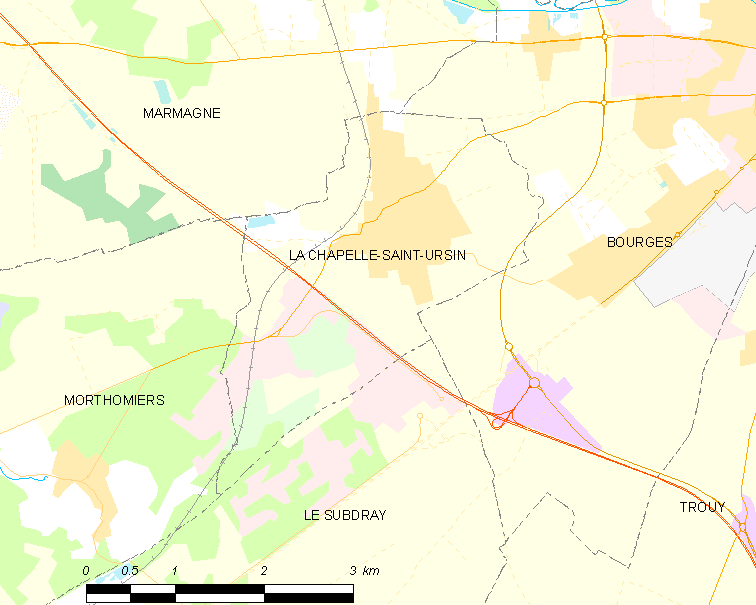
Карта коммуны